# 王家湾站 (武汉地铁)
王家湾站位于中华人民共和国湖北省武汉市汉阳区，是武汉地铁3号线与4号线的地铁换乘站。

## 车站结构

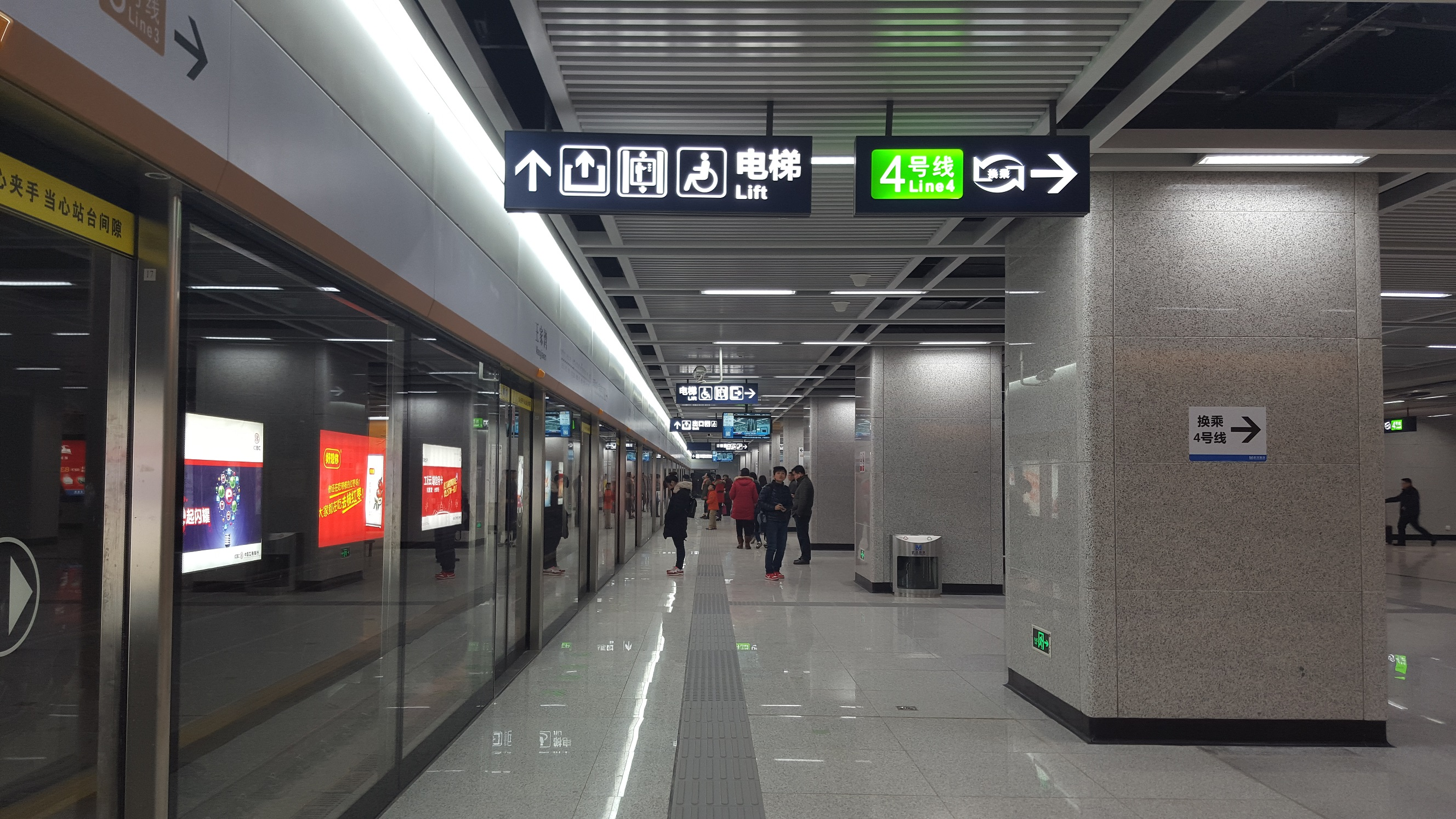
3號線往沌陽大道方向站台

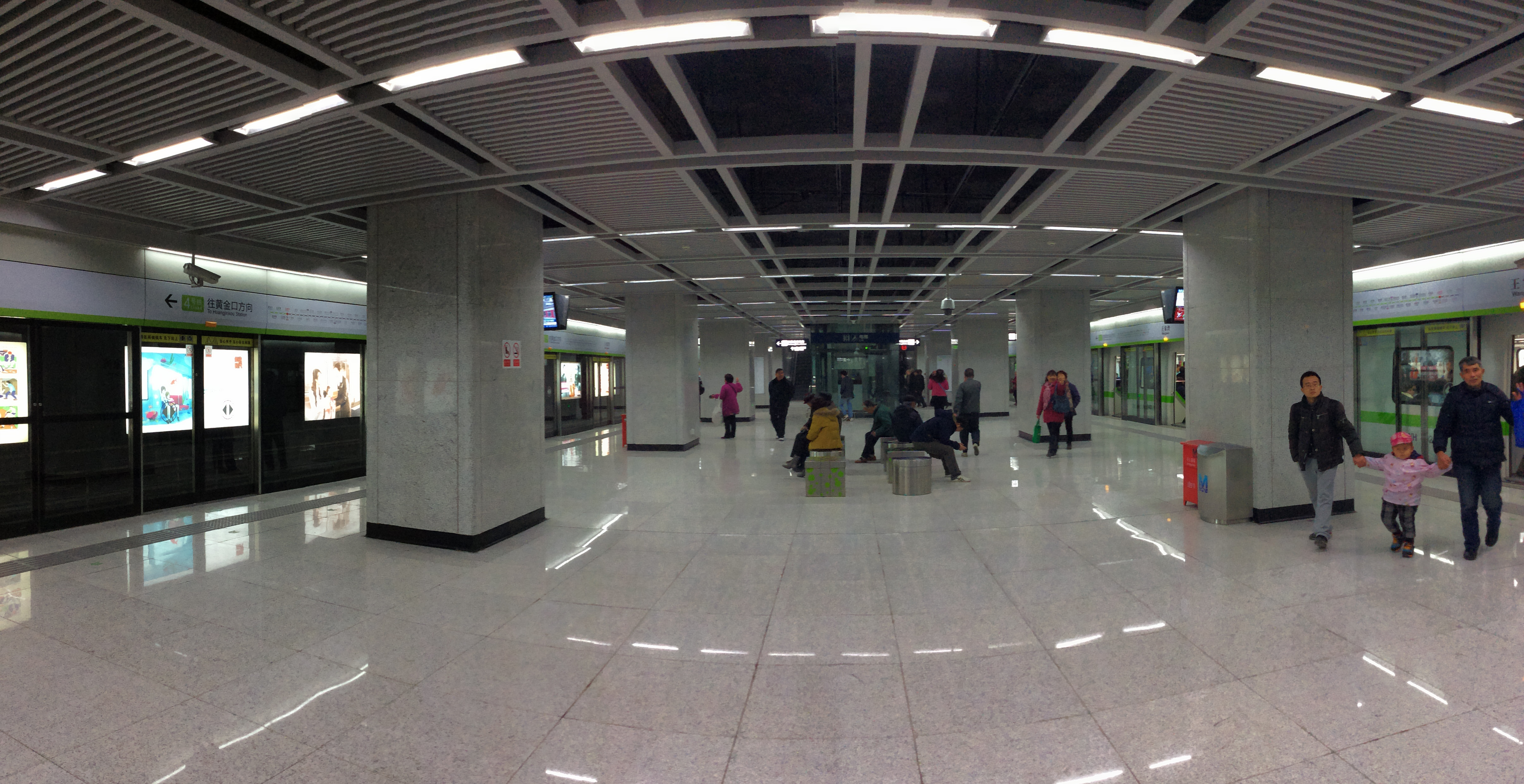
4號線站台

车站结构为地下三层，长240m。车站主体结构预计采用明挖法施工，龙阳大道和汉阳大道路口下方局部采用盖挖顺作法施工 ，总建筑面积65000平米。3号线为二层侧式站台，南侧设单渡线，车站总长约482.2m，宽约20.35-44.5m，地下一层为站厅层，地下二层为站台层。4号线为地下三层岛式车站，总长约234m，宽23.9m，地下一层为站厅层，地下二层为设备层，地下三层为站台层。在本站的地下一层接商业开发层，共设19个出入口（其中8个出入口为远期预留），6组風亭及两组冷却塔。

### 楼层分布
| 地面      |                                     | 地鐵出入口                                     |  |
| 地下 一層 | 站廳層                              | 售票機、客服中心、車站商圈、武漢通充值、洗手間 |  |
| 地下 二層 | 換乘層                              | 3號線與4號線換乘通道                           |  |
| 地下 二層 | 側式月台，右邊車門將會開啟          |                                                |  |
| 地下 二層 | █ 3号线列車往沌陽大道 （龍陽村站）  |                                                |  |
| 地下 二層 | █ 3号线列車往宏圖大道 （宗關站）    |                                                |  |
| 地下 二層 | 側式月台，右邊車門將會開啟          |                                                |  |
| 地下 二層 | 換乘層                              | 3號线與4號线換乘通道                           |  |
| 地下 三層 |                                     | █ 4号线列車往柏林（玉龍路站）                  |  |
| 地下 三層 | 島式月台，左邊車門將會開啟          |                                                |  |
| 地下 三層 | █ 4号线列車往武漢火車站（十里鋪站） |                                                |  |

### 车站特色

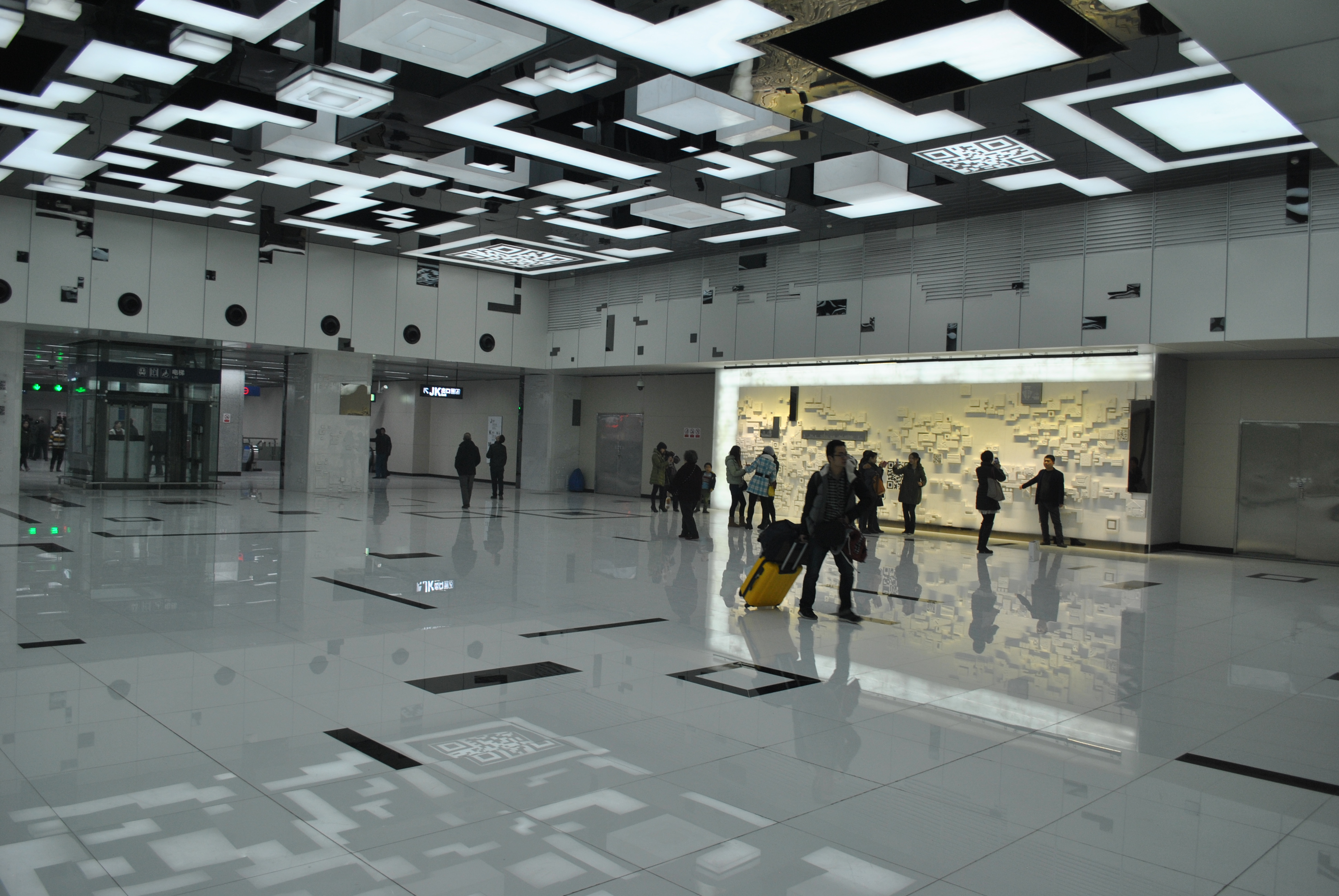
車站大堂

王家湾站与构筑在车站之上的高架桥共5层，是武汉目前施工条件最复杂的地铁车站之一。该站换乘采取十字形站台连接侧岛换乘，换乘便利程度高。
王家湾站是4号线2期五个特色站之一，装修特色是“时尚律动”。

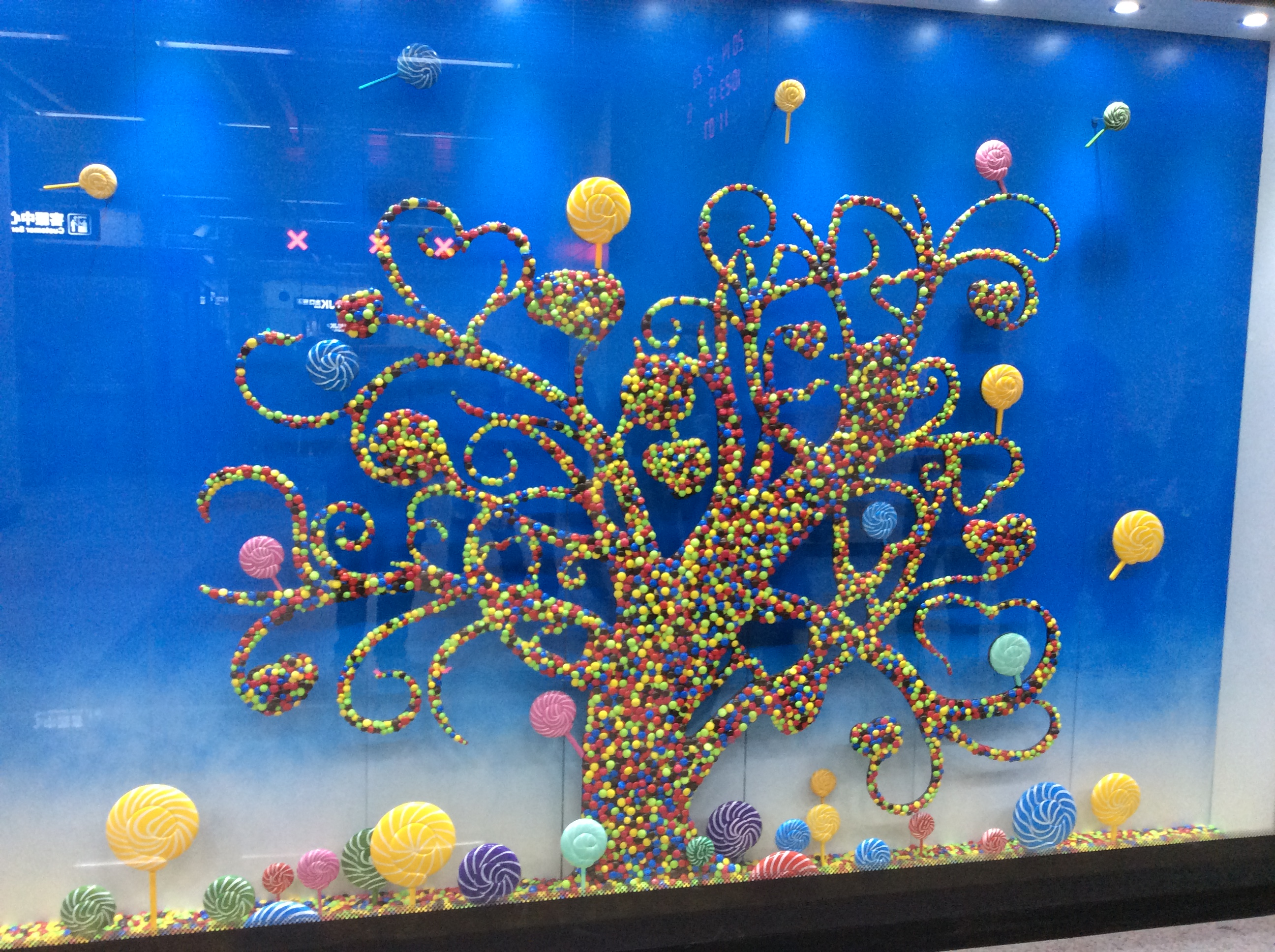
糖果艺术櫥窗
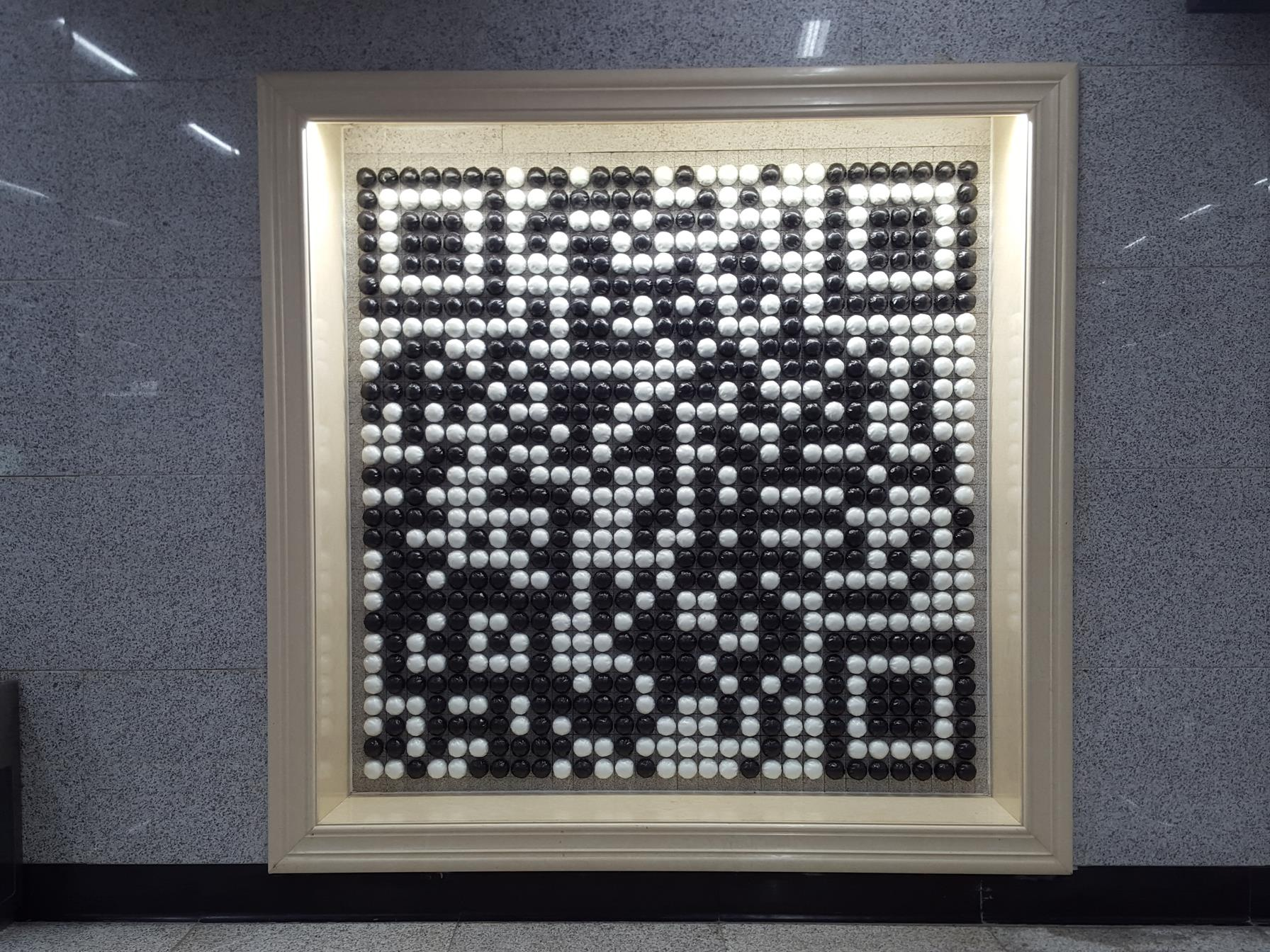
棋盤藝術櫥窗
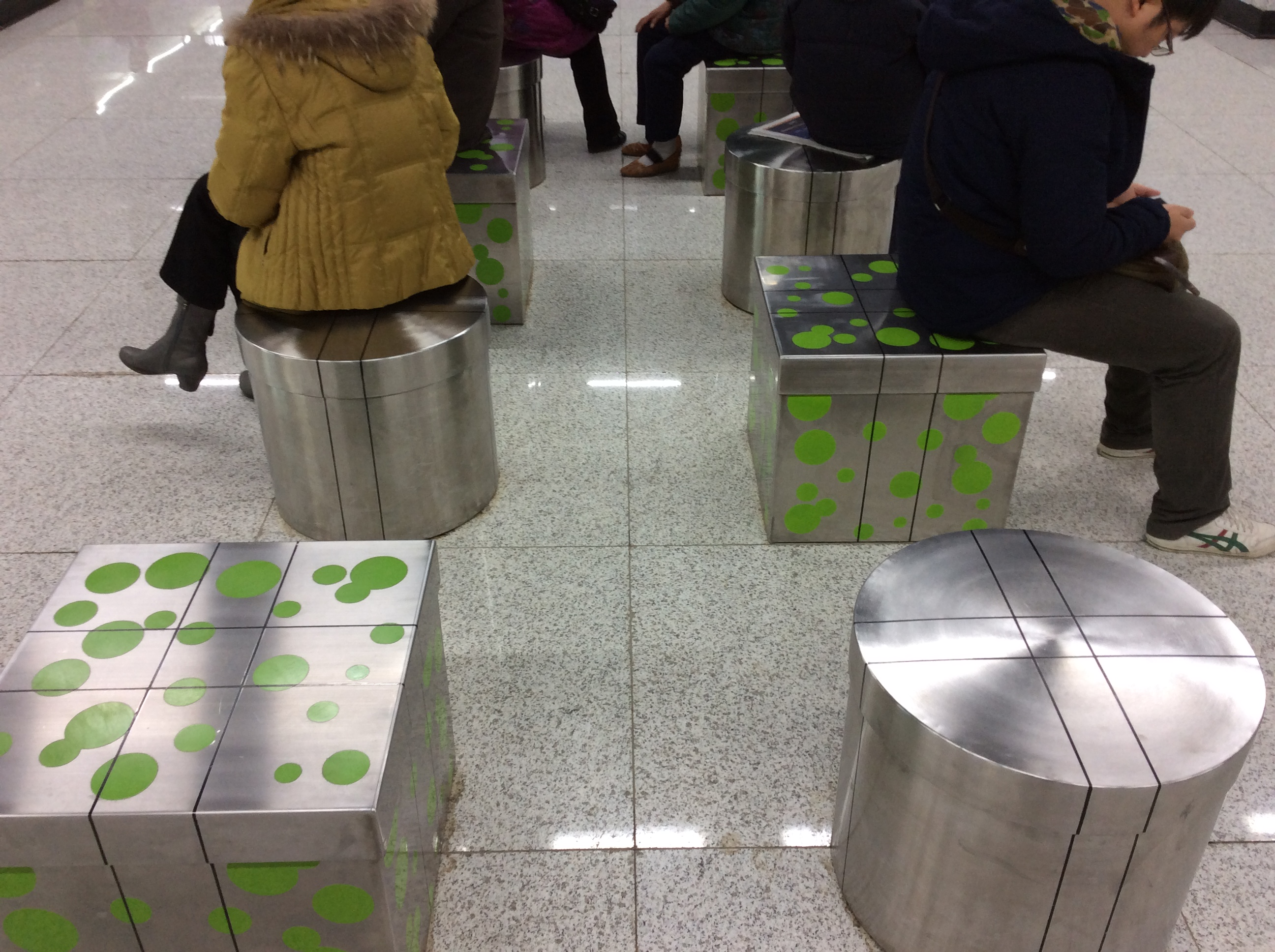
特色椅子
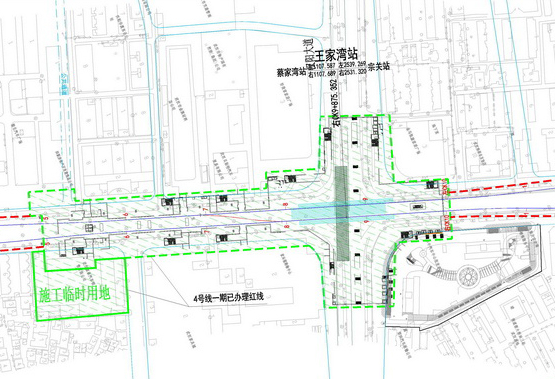
施工平面圖

### 車站出口
|                                                 |      |      |                                                                                       |
|                                                 |      |      |                                                                                       |
| 出口編號                                        | 設施 | 照片 | 建議前往的目的地                                                                      |
| A                                               |      |      | 漢陽大道 龍陽大道、武漢市公安局交管局車管所考務中心、好美家家居廣場、王家灣中央生活區 |
| B                                               |      |      | 龍陽大道 漢陽大道、龍陽一路、好美家家居廣場                                           |
| C                                               |      |      | 龍陽大道 龍陽二路、大洋百貨、頂琇廣場                                                 |
| D                                               |      |      | 龍陽大道 龍陽二路、中國建設銀行、琴斷口街漢沙社區                                     |
| E                                               |      |      | 龍陽大道 龍陽湖北路、龍陽三路、武漢摩爾城、沃爾瑪、龍陽凱悅大廈                       |
| F                                               |      |      | 龍陽大道 墨水湖北路、琴斷口街馮家畈社區衛生服務站                                     |
| G                                               |      |      | 龍陽大道 漢商21世紀購物中心、中國農業銀行                                             |
| H                                               |      |      | 龍陽大道 漢陽大道、漢商21世紀購物中心、家樂福                                         |
| J                                               |      |      | 漢陽大道 龍陽大道、漢商21世紀購物中心、家樂福、馮家畈社區                             |
| K                                               |      |      | 龍陽大道 漢陽大道、玫瑰街、永豐路、海天歡樂購、知音東苑、玫東社區                     |
| L                                               |      |      | 龍陽大道 漢陽大道、玫西社區、知音西苑                                                 |
| M                                               |      |      | 漢陽大道 龍陽大道、武漢市交通科技學校、中部名居家私廣場                               |
| 注： 設有升降機 \| 設有輪椅升降台 \| 設有洗手間 |      |      |                                                                                       |

## 运营信息
- 3号线首末班车时间
- 4号线首末班车时间

## 邻近地区
汉商21世纪购物中心、武汉摩尔城、海天欢乐购、家乐福王家湾店

### 内部链接
- 武汉地铁车站列表